# Villefort, Aude
Villefort är en kommun i departementet Aude i regionen Occitanien  i södra Frankrike. Kommunen ligger  i kantonen Chalabre som ligger i arrondissementet Limoux. År 2022 hade Villefort 86 invånare.

## Befolkningsutveckling
Antalet invånare i kommunen Villefort
Referens: INSEE